# Kosta Runjaić
Kostah Runjaić (Vienna, 4 giugno 1971) è un allenatore di calcio tedesco di origini
serbe, tecnico dell'Udinese.

## Biografia
Nato a Vienna è di nazionalità tedesca e di origini serbe. In un'intervista, però, egli smentisce le origini che gli vengono attribuite e si dichiara invece di origini jugoslave, avendo egli parenti di diverse zone dell'ex federazione jugoslava e avendo trascorso l'infanzia in Serbia vicino a Belgrado.

## Caratteristiche tecniche
Predilige giocare con la difesa a 3 utilizzando i moduli 3-4-3 e 3-4-2-1. Ciononostante è un tecnico che sa adattarsi alle esigenze tecnico-tattiche dei suoi giocatori utilizzando anche la difesa a 4, scendendo in campo non di rado con un 4-2-3-1 o un 4-3-3. Le sue squadre sono propositive e giocano con intensità. È un tecnico che sa adattarsi anche alla difesa a 5. Si distingue inoltre per la sua personalità e la sua capacità nel valorizzare i giovani. Tra le caratteristiche delle sue squadre spicca la notevole fisicità nelle zone centrali del campo, Runjaić risulta infatti essere un allenatore che fa del lavoro sui lanci lunghi una delle sue maggiori caratteristiche e le sue squadre vantano anche numerose reti segnate da palla inattiva

## Carriera
Dopo una breve carriera da calciatore, interrottasi precocemente a causa di un infortunio, Runjaić ha deciso di intraprendere la carriera di allenatore. Dopo alcune esperienze come vice-allenatore e come allenatore ad interim, nel marzo 2010 ottiene il suo primo incarico venendo assunto dal Darmstadt, club tedesco militante nella Regionalliga Süd, conducendo il club alla salvezza. L'anno successivo porta il club a raggiungere la promozione in 3. Liga.
Il 23 maggio 2022 diventa il nuovo allenatore del Legia Varsavia, nella massima serie polacca, squadra con cui vince la Coppa e la Supercoppa polacche oltre a raggiungere la fase finale della UEFA Conference League 2023-2024.
Il 14 giugno 2024, viene ingaggiato come nuovo tecnico dell'Udinese, in Serie A, con cui firma un contratto biennale. Alla sua prima stagione in Friuli, si piazza al 12º posto in campionato, con 44 punti; quindi, nel luglio del 2025, rinnova il proprio contratto con il club fino al 30 giugno 2027.

## Statistiche

### Statistiche da allenatore
Statistiche aggiornate al 25 maggio 2025. In grassetto le competizioni vinte.
| Stagione              | Squadra               | Campionato            | Campionato | Campionato | Campionato | Campionato | Coppe nazionali | Coppe nazionali | Coppe nazionali | Coppe nazionali | Coppe nazionali | Coppe continentali | Coppe continentali | Coppe continentali | Coppe continentali | Coppe continentali | Altre coppe | Altre coppe | Altre coppe | Altre coppe | Altre coppe | Totale | Totale | Totale | Totale | % Vittorie | Piazzamento |
| Stagione              | Squadra               | Comp                  | G          | V          | N          | P          | Comp            | G               | V               | N               | P               | Comp               | G                  | V                  | N                  | P                  | Comp        | G           | V           | N           | P           | G      | V      | N      | P      | %          | Piazzamento |
| --------------------- | --------------------- | --------------------- | ---------- | ---------- | ---------- | ---------- | --------------- | --------------- | --------------- | --------------- | --------------- | ------------------ | ------------------ | ------------------ | ------------------ | ------------------ | ----------- | ----------- | ----------- | ----------- | ----------- | ------ | ------ | ------ | ------ | ---------- | ----------- |
| 2007-2008             | Wehen Wiesbaden II    | OL                    | 34         | 19         | 7          | 8          | -               | -               | -               | -               | -               | -                  | -                  | -                  | -                  | -                  | -           | -           | -           | -           | -           | 34     | 19     | 8      | 7      | 55,88      | 2º          |
| mar.-mag. 2010        | Darmstadt             | RL                    | 14         | 5          | 4          | 5          | -               | -               | -               | -               | -               | -                  | -                  | -                  | -                  | -                  | -           | -           | -           | -           | -           | 14     | 5      | 4      | 5      | 35,71      | Sub., 15º   |
| 2010-2011             | Darmstadt             | RL                    | 30         | 18         | 8          | 4          | -               | -               | -               | -               | -               | -                  | -                  | -                  | -                  | -                  | -           | -           | -           | -           | -           | 30     | 18     | 8      | 4      | 60,00      | 1º (prom.)  |
| 2011-2012             | Darmstadt             | 3.L                   | 38         | 12         | 13         | 13         | -               | -               | -               | -               | -               | -                  | -                  | -                  | -                  | -                  | -           | -           | -           | -           | -           | 38     | 12     | 13     | 13     | 31,58      | 14º         |
| lug.-set. 2012        | Darmstadt             | 3.L                   | 8          | 1          | 3          | 4          | -               | -               | -               | -               | -               | -                  | -                  | -                  | -                  | -                  | -           | -           | -           | -           | -           | 8      | 1      | 3      | 4      | 12,50      | Dimiss.     |
| Totale Darmstadt      | Totale Darmstadt      | Totale Darmstadt      | 90         | 36         | 28         | 26         |                 | -               | -               | -               | -               |                    | -                  | -                  | -                  | -                  |             | -           | -           | -           | -           | 90     | 36     | 28     | 26     | 40,00      |             |
| set. 2012-2013        | Duisburg              | 2.BL                  | 30         | 11         | 10         | 9          | CG              | 1               | 0               | 0               | 1               | -                  | -                  | -                  | -                  | -                  | -           | -           | -           | -           | -           | 31     | 11     | 10     | 10     | 35,48      | Sub., 11º   |
| set. 2013-2014        | Kaiserslautern        | 2.BL                  | 27         | 12         | 8          | 7          | CG              | 4               | 3               | 0               | 1               | -                  | -                  | -                  | -                  | -                  | -           | -           | -           | -           | -           | 31     | 15     | 8      | 8      | 48,39      | Sub., 4º    |
| 2014-2015             | Kaiserslautern        | 2.BL                  | 34         | 14         | 14         | 6          | CG              | 3               | 1               | 1               | 1               | -                  | -                  | -                  | -                  | -                  | -           | -           | -           | -           | -           | 37     | 15     | 15     | 7      | 40,54      | 4º          |
| lug.-set. 2015        | Kaiserslautern        | 2.BL                  | 8          | 3          | 2          | 3          | CG              | 1               | 0               | 1               | 0               | -                  | -                  | -                  | -                  | -                  | -           | -           | -           | -           | -           | 9      | 3      | 3      | 3      | 33,33      | Eson.       |
| Totale Kaiserslautern | Totale Kaiserslautern | Totale Kaiserslautern | 69         | 29         | 24         | 16         |                 | 8               | 4               | 2               | 2               |                    | -                  | -                  | -                  | -                  |             | -           | -           | -           | -           | 77     | 33     | 26     | 18     | 42,86      |             |
| ago.-nov. 2016        | Monaco 1860           | 2.BL                  | 13         | 3          | 3          | 7          | CG              | 2               | 1               | 1               | 0               | -                  | -                  | -                  | -                  | -                  | -           | -           | -           | -           | -           | 15     | 4      | 4      | 7      | 26,67      | Eson.       |
| nov. 2017-2018        | Pogoń Stettino        | EK                    | 22         | 10         | 6          | 6          | CP              | 0               | 0               | 0               | 0               | -                  | -                  | -                  | -                  | -                  | -           | -           | -           | -           | -           | 22     | 10     | 6      | 6      | 45,45      | Sub., 12º   |
| 2018-2019             | Pogoń Stettino        | EK                    | 37         | 14         | 10         | 13         | CP              | 1               | 0               | 1               | 0               | -                  | -                  | -                  | -                  | -                  | -           | -           | -           | -           | -           | 38     | 14     | 11     | 13     | 36,84      | 7º          |
| 2019-2020             | Pogoń Stettino        | EK                    | 37         | 14         | 11         | 12         | CP              | 2               | 1               | 0               | 1               | -                  | -                  | -                  | -                  | -                  | -           | -           | -           | -           | -           | 39     | 15     | 11     | 13     | 38,46      | 5º          |
| 2020-2021             | Pogoń Stettino        | EK                    | 30         | 15         | 7          | 8          | CP              | 3               | 1               | 1               | 1               | -                  | -                  | -                  | -                  | -                  | -           | -           | -           | -           | -           | 33     | 16     | 8      | 9      | 48,48      | 3º          |
| 2021-2022             | Pogoń Stettino        | EK                    | 34         | 18         | 11         | 5          | CP              | 1               | 0               | 0               | 1               | UECL               | 2                  | 0                  | 1                  | 1                  | -           | -           | -           | -           | -           | 37     | 18     | 12     | 7      | 48,65      | 3º          |
| Totale Pogoń Szczecin | Totale Pogoń Szczecin | Totale Pogoń Szczecin | 160        | 71         | 45         | 44         |                 | 7               | 2               | 2               | 3               |                    | 2                  | 0                  | 1                  | 1                  |             | -           | -           | -           | -           | 169    | 73     | 48     | 48     | 43,20      |             |
| 2022-2023             | Legia Varsavia        | EK                    | 34         | 19         | 9          | 6          | CP              | 6               | 4               | 2               | 0               | -                  | -                  | -                  | -                  | -                  | -           | -           | -           | -           | -           | 40     | 23     | 11     | 6      | 57,50      | 2º          |
| 2023-apr. 2024        | Legia Varsavia        | EK                    | 27         | 12         | 9          | 6          | CP              | 2               | 1               | 0               | 1               | UECL               | 14                 | 6                  | 3                  | 5                  | SP          | 1           | 0           | 1           | 0           | 44     | 19     | 13     | 12     | 43,18      | Eson.       |
| Totale Legia Varsavia | Totale Legia Varsavia | Totale Legia Varsavia | 61         | 31         | 18         | 12         |                 | 8               | 5               | 2               | 1               |                    | 14                 | 6                  | 3                  | 5                  |             | 1           | 0           | 1           | 0           | 84     | 42     | 24     | 18     | 50,00      |             |
| 2024-2025             | Udinese               | A                     | 38         | 12         | 8          | 18         | CI              | 3               | 2               | 0               | 1               | -                  | -                  | -                  | -                  | -                  | -           | -           | -           | -           | -           | 41     | 14     | 8      | 19     | 34,15      | 12º         |
| 2025-2026             | Udinese               | A                     | 0          | 0          | 0          | 0          | CI              | 1               | 1               | 0               | 0               | -                  | -                  | -                  | -                  | -                  | -           | -           | -           | -           | -           | 1      | 1      | 0      | 0      | 100,00&    | in corso    |
| Totale Udinese        | Totale Udinese        | Totale Udinese        | 38         | 12         | 8          | 18         |                 | 4               | 3               | 0               | 1               |                    | -                  | -                  | -                  | -                  |             | -           | -           | -           | -           | 42     | 15     | 8      | 19     | 35,71      |             |
| Totale carriera       | Totale carriera       | Totale carriera       | 494        | 211        | 143        | 140        |                 | 30              | 15              | 7               | 8               |                    | 16                 | 6                  | 4                  | 6                  |             | 1           | 0           | 1           | 0           | 541    | 232    | 155    | 154    | 42,88      |             |

## Palmarès

### Allenatore

#### Competizioni nazionali
- Fußball-Regionalliga: 1

Darmstadt: 2010-2011 (Regionalliga Sud)
- Coppa di Polonia: 1

Legia Varsavia: 2022-2023
- Supercoppa di Polonia: 1

Legia Varsavia: 2023